# Julius Tannert
Julius Tannert (* 12. Mai 1990 in Zwickau) ist ein deutscher Rallyefahrer. 2013 gewann er die Citroën DS3 R1 Trophy in Deutschland. In den nächsten beiden Jahren fuhr er im ADAC Opel Rallye Cup im Rahmen der deutschen Rallyemeisterschaft und gewann den Markenpokal im Jahr 2015. Daraufhin wurde er für das darauffolgende Jahr als Werksfahrer in das ADAC Opel Rallye Junior Team aufgenommen und fährt einen Opel Adam R2. 2016 startete er in der FIA ERC Junior Championship, der Juniorenwertung der Rallye-Europameisterschaft. Er beendete die Meisterschaft auf dem vierten Gesamtrang.
2017 bis 2019 startete Julius Tannert in der FIA Junior World Rallye Championship in einem Ford Fiesta R2T. In diesen drei Jahren holte Julius Tannert zwei Laufsiege und mehrere Podestplatzierungen.

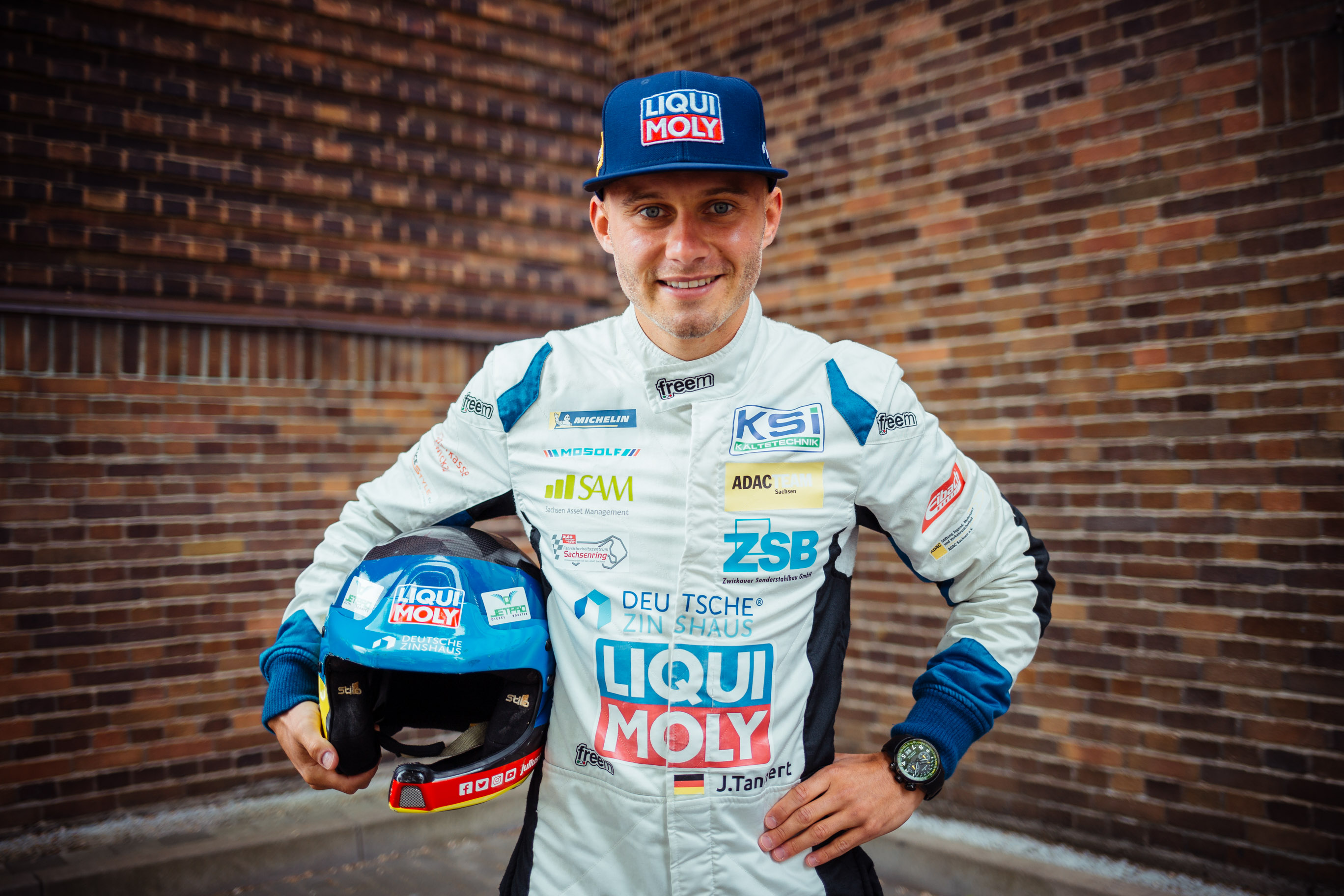
Julius Tannert im Rennoverall

Für das ADAC Team Sachsen e.V. wurde Julius Tannert Team-Weltmeister in der Kategorie FIA WRC 3 Championship for Teams.
2020 startete er zwei Mal in einem ŠKODA FABIA Rally2 evo. Dabei gewann er die Rallye Bad Schmiedeberg und wurde Zweiter bei der Rallye Lausitz.